# 신지초등학교 (전남)
신지초등학교는 대한민국 전라남도 완도군 신지면 대곡리에 있는 공립 초등학교이다.

## 학교 연혁
- 1929년 7월 15일 신지공립보통학교 설립 인가
- 1929년 9월 18일 신지공립보통학교 개교
- 1938년 4월 1일 신지공립심상소학교 개편
- 1941년 4월 1일 신지공립국민학교 개편
- 일자미상 신지공립국민학교 송곡분교 설립 인가
- 1949년 7월 1일 송곡분교장 개교
- 1950년 4월 1일 신지국민학교 개편
- 1958년 4월 1일 송곡분교 송곡국민학교 승격 분리
- 1981년 1월 27일 신지국민학교병설유치원 설립인가
- 1994년 3월 1일 송곡국민학교 분교장 격하 편입, 강독분교장 편입
- 1996년 3월 1일 신지초등학교 개편
- 1999년 3월 1일 강독분교장 폐교 및 본교 통폐합
- 1999년 9월 1일 동고초등학교 폐교 및 본교 통폐합
- 2002년 3월 1일 송곡분교장 폐교 및 본교 통폐합
- 2024년 1월 5일 병설유치원 제43회 졸업 6명 (총 1,028명)
- 2024년 1월 11일 신지초등학교 제94회 졸업 6명 (총 5,449명)
- 2024년 3월 1일 제37대 정형란 교장 부임
- 2024년 9월 1일 박명자 교감 부임

## 학교 상징
- 우리 학교 꽃 - 살구꽃 : 정서, 청결, 선진
- 우리 학교 나무 - 향나무 : 강인한 의지, 그윽한 향기
- 우리 학교 색 - 녹색 : 친절, 침착, 발전

## 참고 자료
- 신지초등학교 - 한국교육학술정보원 학교알리미